# Gran Premio de las Américas-OSAF
El Gran Premio de las Américas - Organización Sudamericana de Fomento Equino (OSAF) es una carrera clásica de caballos, especialistas en la distancia de una milla, que se disputa en el Hipódromo Argentino de Palermo, sobre pista de arena y convoca a todo caballo de 3 años y más edad, oriundos de cualquier país, a peso por edad. Está catalogado como un certamen de Grupo 1 en la escala internacional.
Desde 2006, se disputa en la jornada del 1º de mayo de cada año, como antesala del Gran Premio República Argentina, junto a otros clásicos como el Gran Premio Ciudad de Buenos Aires, el Gran Premio Criadores, el Gran Premio Jorge de Atucha y el Gran Premio Montevideo. 
Su copa lleva el nombre de Eduardo Silvestre Blousson, dirigente hípico y criador, especialmente valorado por su trabajo en la integración del turf internacional, con la creación de la Organización Sudamericana de Fomento Equino, el organismo que representa activamente a las entidades de turf de toda Sudamérica en los foros internacionales, y el International Stud Book.

## Últimos ganadores del Gran Premio de las Américas
| Año  | Ganador              | País | Jockey              | País | Padre              | País | Madre           | País | Criador                 | Caballeriza           | Colores            |
| ---- | -------------------- | ---- | ------------------- | ---- | ------------------ | ---- | --------------- | ---- | ----------------------- | --------------------- | ------------------ |
| 2025 | El Exito             |      | Francisco Gonçalves |      | Il Campione        |      | Serenity Jane   |      | Haras El Paraíso        | F. Enrique            |                    |
| 2024 | El Exito             |      | Martín Valle        |      | Il Campione        |      | Serenity Jane   |      | Haras El Paraíso        | F. Enrique            |                    |
| 2023 | Subsanador           |      | Francisco Gonçalves |      | Fortify            |      | Save The Date   |      | Haras El Mallín         | Facundito             |                    |
| 2022 | Chanta Joy           |      | Rodrigo Blanco      |      | Fortify            |      | Stormy Marchita |      | Haras Firmamento        | Firmamento            |                    |
| 2021 | Storm Dynamico       |      | Gonzalo Hahn        |      | Dynamix            |      | Stormy Fable    |      | La Yangonea             | La Número 22          |                    |
| 2020 | No hubo por pandemia |      |                     |      |                    |      |                 |      |                         |                       |                    |
| 2019 | Nacho Surge          |      | Iván Monasterolo    |      | Storm Surge        |      | La Caperusa     |      | Carlos Alberto Cocilobo | Marca Borrada         | Horse racing silks |
| 2018 | Mateco               |      | Jorge Ricardo       |      | Borrego            |      | Implosion       |      | Luis Agüero             | Carlomagno            | Horse racing silks |
| 2017 | Leo Ruler            |      | Pablo Falero        |      | Roman Ruler        |      | Vendimia Pin    |      | Haras Vacación          | Los Ponchos           | Horse racing silks |
| 2016 | Touareg              |      | Altair Domingos     |      | Easing Along       |      | Jazz Tradition  |      | Haras Chenaut           | Mi Metejón            | Horse racing silks |
| 2015 | Todo Un Amiguito     |      | Altair Domingos     |      | Mutakddim          |      | Yankee Star     |      | Carlos Monayer          | Haras y Stud Don Nico | Horse racing silks |
| 2014 | Music Van            |      | Jorge Ruíz Díaz     |      | Van Nistelrooy     |      | Music Parade    |      | Haras Firmamento        | De Galera             | Horse racing silks |
| 2013 | Todo Un Amiguito     |      | Cristian Quiles     |      | Mutakddim          |      | Yankee Star     |      | Carlos Monayer          | Haras y Stud Don Nico | Horse racing silks |
| 2012 | Panegírico           |      | Gustavo Calvente    |      | Russian Blue       |      | Panacea         |      | Haras La Quebrada       | Los Juncos            | Horse racing silks |
| 2011 | Inter Optimist       |      | Pablo Carrizo       |      | Incurable Optimist |      | Es Intérprete   |      | Haras y Stud Vengador   | Vengador              | Horse racing silks |
| 2010 | El Garufa            |      | Claudio Quiroga     |      | Luhuk              |      | La Camorrera    |      | Haras La Quebrada       | Snow Crest            | Horse racing silks |
| 2009 | El Garufa            |      | Claudio Quiroga     |      | Luhuk              |      | La Camorrera    |      | Haras La Quebrada       | Snow Crest            | Horse racing silks |
| 2008 | Fairy Magic          |      | José Ricardo Méndez |      | Southern Halo      |      | Fairy Story     |      | Haras La Quebrada       | Las Hormigas          | Horse racing silks |
| 2007 | Husson               |      | Gustavo Calvente    |      | Hussonet           |      | Villa Elisa     |      | Haras Firmamento        | Cal Ramón             | Horse racing silks |
| 2006 | Juan Talentoso       |      | Jorge Valdivieso    |      | Don Juan Tag       |      | Chisuna         |      | Haras Alborada          | La Barraca            | Horse racing silks |
| 2005 | Inminente            |      | Horacio Betansos    |      | Intérprete         |      | Gotcha          |      | Haras El Paraíso        | To-No-Go              | Horse racing silks |
| 2004 | Romeo Plus           |      | Pedro Robles        |      | Alpha Plus         |      | Helen Toss      |      | Haras Panamericano      | Castañón              | Horse racing silks |
| 2003 | Jamelao              |      | Juan Carlos Noriega |      | Gem Master         |      | Palace Girl     |      | Haras El Manzanar       | Bingo Horse           | Horse racing silks |
| 2002 | Iberal               |      | Jacinto Herrera     |      | Ibero              |      | Lady Manners    |      | Haras San Pablo         | Daro                  | Horse racing silks |
| 2001 | Iberal               |      | Gustavo Larrosa     |      | Ibero              |      | Lady Manners    |      | Haras San Pablo         | Daro                  | Horse racing silks |
| 2000 | Ulisse               |      | Edwin Talaverano    |      | Equalize           |      | Última          |      | Haras El Turf           | El Turf               | Horse racing silks |
| 1999 | Di Escorpión         |      | Néstor Oviedo       |      | Digression         |      | The Twins       |      | Haras La Irenita        | Cosa Nostra           | Horse racing silks |
| 1998 | El Compinche         |      | Jacinto Herrera     |      | Southern Halo      |      | La Copera       |      | Haras La Quebrada       | La Quebrada           | Horse racing silks |
| 1997 | Eithan               |      | Edwin Talaverano    |      | Polish Numbers     |      | Double Slippers |      | Michael Cavay           | T.R.                  | Horse racing silks |
| 1996 | Fanon                |      | Cornelio Reynoso    |      | Candy Stripes      |      | Fantastique     |      | Haras Walter Scott      | San Pascasio          | Horse racing silks |
| 1995 | Prince Boy           |      | Pablo Falero        |      | Red Wing Prince    |      | Indian Lady     |      | Jorge Eugenio Tavares   | San José del Socorro  | Horse racing silks |